# Берг-привилегия
Берг-привилегия — закон, изданный Петром I 10 декабря 1719 года, о поощрении горного дела через предоставление промышленникам соответствующих прав и привилегий от государства. Регламентировал для Берг-коллегии политику России в горной промышленности.

## Характеристика
Самые выдающиеся положения Берг-привилегии включали в себя:
1. отделение горного промысла от подчинения гражданскому начальству;
2. определение списка прав и обязанностей частных рудопромышленников и заводчиков
3. назначение десятинной подати с частных заводов на содержание Берг-коллегии (с 1724 — 1 копейка с пуда чугуна).

Главным законодательным достоинством Берг-привилегии была гарантия права наследственной собственности на заводы. Это помогло оградить начинающих промышленников от чрезмерного вмешательства в их дела местных властей. Также Берг-привилегия обязала Берг-коллегию оказывать промышленникам техническую и финансовую помощь, провозгласила право свободной продажи железа. Но в то же время все полезные ископаемые продолжали считаться собственностью царя, а при их разработке предпочтение по-прежнему отдавалось собственнику земли, которому промышленник был обязан платить за лес и землепользование налог в размере 1/32 доли от прибыли. С целью привлечения квалифицированной рабочей силы привилегия временно освободила мастеровых от рекрутской повинности и подушного налога, но к середине XVIII века эти льготы для мастеровых были отменены.
В 1739 году положения Берг-привилегии дополнил так называемый Берг-регламент. Положения Берг-привилегии как законодательногo актa действовали до 1807 года. В целом, Берг-привилегия служила стимулом к распространению и развитию только начинавшего ещё зарождаться в то время горно-заводского производства в России.